# Suomisaundi
Suomisaundi, (letteralmente "Suono Finlandese") anche noto come suomisoundi, suomistyge o spugedelic trance, è uno stile libero di psy-trance nato in Finlandia a metà anni '90.

## Storia
Durante i primi anni '90, il collettivo Ruskababa rese nota la Goa Trance ad un gruppo di appassionati in alcuni rave organizzati nel periodo estivo.
In questi eventi generalmente la musica veniva riprodotta da DAT o da musicassette e includeva le hit più in voga nei party svoltisi a Goa nelle precedenti stagioni. A causa delle influenze di Goa, alcuni DJ iniziarono ad aggiungere tracce Goa Trance nei loro set ed emersero nuovi collettivi finalizzati ad organizzare rave party.
Il primo collettivo che seguì Ruskababa fu Smooth Underground, che organizzò l'ultimo dei suoi party in un deposito di Herttoniemi, con Ville Tikkanen che propose per la prima volta la Goa Trance in un'atmosfera trance più convenzionale.
Dopo il declino di Smooth Underground, si formò un altro gruppo, Löyhä, che per primo pose enfasi nel promuovere musica prodotta localmente.
Prendendo spunto dalla tradizione rave di Ruskababa e Smooth Underground, il gruppo era determinato a battersi per organizzare rave in ambiente urbano, per i primi organizzatori infatti era frequente lo scontro con le autorità. La Suomisaundi iniziò ad acquisire fama a Goa nella stagione '95/'96 e nel '97 la Exogenic Records divenne una delle prime etichette discografiche a specializzarsi sulla Suomisaundi. Approssimativamente nello stesso periodo fu fondata l'associazione Midiliitto, in cui Pepe Kosminen, uno dei primi DJ a proporre la Goa Trance nei party di Ruskababa, fu tra i fondatori. La Midiliitto si interessava sull'avanzamento della produzione e commercializzazione di questo tipo di genere e con Filippin Bixies la società vide tra i suoi membri molti degli artisti Suomisaundi più di successo a livello internazionale, come Texas Faggott e Squaremeat. Inizialmente il genere venne criticato per la mancanza di qualità e standard di produzione che caratterizzavano i primi lavori, tuttavia il genere iniziò a guadagnare consensi grazie al miglioramento qualitativo delle produzioni che via via venivano proposte.
Negli anni 2000 Tim Thick pubblicò un sito internet, Thixx'n'Dixx, che rendeva disponibile in forma facilmente fruibile un vasto catalogo di musica Suomisaundi, il sito divenne talmente popolare che ne venne fatta menzione in un programma di musica pop di una TV nazionale finlandese. A seguito di problemi di hosting e uso eccessivo di banda, il sito Thixx'n'Dixx oggi è un semplice catalogo di link a pagine di artisti Suomisaundi su mikseri.net, una community mp3 finlandese per artisti indipendenti. Un altro sito popolare per scaricare musica suomisaundi è quello di Antiscarp, gestito dai membri del gruppo psytrance finlandese Salakavala.
A partire dagli anni 2000 l'interesse globale nella trance Finlandese è cresciuto significativamente e molti gruppi finlandesi organizzano tour globali acquistando un bacino di fan internazionale, tuttavia, generalmente all'esterno della Finlandia, lo stile suomisaundi è ancora considerato un'eccentricità nel contesto della musica psytrace.
L'audience suomisaudi estero più degno di nota è presente in Russia, Ucraina, Giappone ed Australia. L'etichetta discografica giapponese 6-Dimension Soundz si concentra quasi esclusivamente nel rilasciare musica trance di questo genere.

## Genere
I cultori del genere in Australia, Nuova Zelanda, Giappone, Russia ed Europa dell'est indirizzarono i produttori non finlandesi verso la creazione di uno stile psytrance con sonorità tipiche della scena finnica.
Il termine "Suomisaundi" è generalmente utilizzato solo per indicare musica prodotta in Finlandia, laddove la musica abbia sonorità tipiche della suomisaundi ma sia prodotta altrove, viene più estensivamente descritta come psytrance freestyle.
Il genere non segue i cliché della psytrance più comune e gli artisti hanno molta più libertà nell'esplorare il loro stile sonoro personale.
Gli elementi distintivi di questo stile sono l'assenza di regole che vadano oltre il seguire gli elementi trance di base come il pattern ritmico four-on-the-floor del kick drum che ha caratterizzato la maggior parte della musica EDM; le tracce suomisaundi di solito sono molto melodiche ed includono pesanti influenze della Goa delle origini, sonorità tribali e parti acid trance così come chitarre funky o loop di sintetizzatori ispirati o riconducibili ai videogames degli anni '80.
Le canzoni frequentemente includono campionamenti distorti, combinazioni e livelli multipli di effetti, percussioni elaborate e campionamenti vocali in lingua inglese o finlandese.
In molte occasioni nella traccia o nei titoli si possono trovare forme di umorismo anticonvenzionale o autoironia. La psytrance finnica nel contesto della musica trance è talvolta descritta come anarchistica e quasi punk poiché le canzoni sono spesso molto diverse e progressive se comparate con la comune tendenza psytrance europea.
Alcuni artisti come Luomuhappo e Tekniset includono nelle loro tracce melodie folk finlandesi che donano alla loro musica un suono più distintamente finnico.
La natura finlandese ha spesso giocato un ruolo importante nella suomisaundi poiché dal momento che spesso i party si svolgono in foreste del luogo, tracce ed album spesso fanno riferimento a tale aspetto; esempi sono l'album Open the forest di Puoskari e Forest Flavor e Book of Nature di Haltya.

## Artisti degni di nota
- Huopatossu Mononen
- Tekniset
- Texas Faggott
- Luomuhappo
- Salakavala
- Scum Unit
- Shiwa 2000
- Pavel Svimba
- DDA
- Eraser vs Yöjalka
- Haltya
- James Reipas
- Mindex, su ektoplazm.com.
- NBR
- Okta
- Puoskari
- Oikeusjyvä
- Vihtahousu
- Mullet Mohawk
- Saiko Disco
- Antiscarp Warriors
- Squaremeat
- Mandalavandalz
- Scooterbaba
- KOVA - Brazil
- Ruohotukka - México